# Los Anastacios
Los Anastacios es un corregimiento del distrito de Dolega en la provincia de Chiriquí, República de Panamá. La ciudad tiene 3.236 habitantes (2010).